# École supérieure d'audiovisuel et de design
L'École supérieure d'audiovisuel et de design (ESAD) est une école d'architecture, de design et d'audiovisuel privée basée à Tunis en Tunisie. Elle est agréée par le ministère de l'Enseignement supérieur et de la Recherche scientifique (agrément no01-2004).

## Diplômes
L'ESAD offre plusieurs spécialités et parcours :
- Système LMD :
  - Cycle LMD Architecture d'intérieur
  - Cycle LMD Graphisme publicitaire
  - Cycle LMD Packaging
  - Cycle LMD Prise de vue
  - Cycle LMD Réalisation audiovisuelle
  - Cycle LMD Montage
- Masters :
  - Architecture d'intérieur
  - Graphisme publicitaire
  - Écriture de scénario et réalisation audiovisuelle
  - Production audiovisuelle